# 尼康D40x
尼康 D40X是一部尼康生產的數位單鏡反光相機，於2007年3月推出市面，市面上分為連鏡頭套裝（kit set，包括一支AF-S DX Zoom-Nikkor 18-55mm f/3.5-5.6G ED II鏡頭）和不連鏡頭套裝（body set）兩種。像素高達1020萬像素，與消費級D80、Sony A100、進階級D200一樣。採用了尼康Multi-CAM530系統，具有3個對焦點。D40X亦採用了光學觀景器，放大率為0.95倍。
D40X是採用Secure Digital卡儲存的數位單鏡反光相機，支援SDHC高速高容量的 Secure Digital卡。

## 規格
- 感光元件使用CCD，有效像素高達1020萬像素，最大的解像度是3872 x 2592
- 對焦系統使用尼康Nikon Multi-CAM530 ，支援AF-s和AF-I對焦模式。
- 支援三種曝光模式，光圈先決（A）、快門先決（S）、手動曝光（M）。
- 快門速度為1/4000至30秒，每秒3幅連拍，支援B快門，感光度支援範圍擴展至ISO 100至ISO 1600，並能在增幅模式下達到超高ISO 3200 (H1)。
- 2.5吋（230,000像素）低溫多晶矽TFTLCD，顯示屏連光度調控熒光幕，視野率為100%。
- 使用Secure Digital規格之記憶卡，支援高速高容量的SDHC格式。最大支持32G容量SD卡，更大的64G容量SD卡不能被识别并使用。
- 機身重量為471克，體積為126x64x94公釐。